# Sasa
Pour les articles homonymes, voir Sasa (homonymie).
Genre
Classification APG II (2003)
Le genre Sasa regroupe des espèces traçantes de bambous plutôt bas mais qui peuvent aussi dépasser les deux mètres. Ils ont généralement de larges feuilles.

## Espèces
- Sasa kagamiana
- Sasa kurilensis
- Sasa megalophylla
- Sasa nagimontana
- Sasa kagamiana
- Sasa nipponica
- Sasa oshidensis
- Sasa palmata (Milford) E.G.Camas
- Sasa ramosa
- Sasa senanensis
- Sasa shimidzuana
- Sasa tsuboiana
- Sasa veitchii